# Nord-Østerdal tingrett
Nord-Østerdal tingrett is een tingrett (kantongerecht) in de Noorse fylke Innlandet. Het gerecht is gevestigd in Tynset. Het gerechtsgebied omvat de gemeenten Alvdal, Engerdal, Folldal, Os, Rendalen, Stor-Elvdal, Tolga en Tynset. Nord-Østerdal maakt deel uit van het ressort van Eidsivating lagmannsrett. In zaken waarbij beroep is ingesteld tegen een uitspraak van Nord-Østerdal zal de zitting van het lagmannsrett meestal worden gehouden in Hamar.